# Rachida Lamrabet

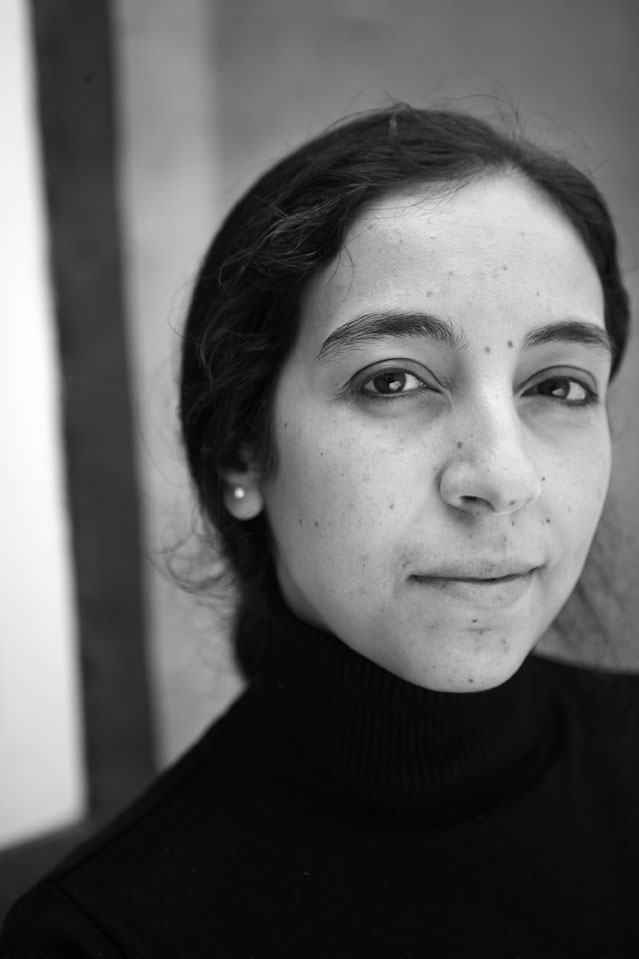
Rachida Lamrabet (2007)

Rachida Lamrabet (geboren 1970 in Sidi Boujedain, Provinz Driouch, Marokko) ist eine belgische Schriftstellerin marokkanischer Herkunft. 

## Leben
Rachida Lamrabet kam mit zwei Jahren mit ihren arbeitssuchenden Eltern aus dem Norden Marokkos nach Belgien. Sie wuchs im Stadtteil Borgerhout von Antwerpen auf. Lamrabet studierte Rechtswissenschaften und arbeitet als Juristin am Interfederaal Centrum voor gelijke kansen en bestrijding van discriminatie en racisme (Zentrum für Chancengleichheit und Bekämpfung von Rassismus) in Brüssel.
Ihr erster Roman Vrouwland erschien 2007 und erhielt einen Debütpreis. 
2008 wurde sie für den Band mit Erzählungen Een kind van God mit dem BNG Nieuwe Literatuurprijs ausgezeichnet.  

## Werke
- Mercedes 207. Erzählung. In: Kif Kif. Nieuwe stemmen uit Vlaanderen. Antwerpen 2006, ISBN 978-90-8542-078-1.
- Vrouwland. Antwerpen 2007, ISBN 978-90-8542-113-9.
  - Frauenland : Roman. Aus dem Niederländ. von Heike Baryga. München 2010, ISBN 978-3-630-62175-3.
- Een kind van God. Antwerpen 2008, ISBN 978-90-8542-147-4.
  - Über die Liebe und den Hass : Erzählungen. Aus dem Niederländ. von Heike Baryga. München 2012, ISBN 978-3-442-74411-4.
- De slaper en andere verhalen. Antwerpen 2009, ISBN 978-90-223-2449-3.
- De man die niet begraven wilde worden. Antwerpen 2011, ISBN 978-90-8542-290-7.
- Rachida Lamrabet: Literature helps when you are trying to form an identity, in: The Guardian, 2. Februar 2010
- Zwijg, allochtoon! Berchem 2017, ISBN 978-94-6267-114-0.
- Vertel het iemand. Kalmthout 2018, ISBN 978-94-6310-310-7.